# ウィルバー・リトル
ウィルバー・リトル（Wilbur Little、1928年3月5日 - 1987年5月4日）は、アメリカ合衆国ノースカロライナ州出身のジャズ・ベース奏者。
初めはピアノを演奏していたが、軍隊除隊後にダブルベースに転向した。1949年にワシントンD.C.へ移りチャールズ・トンプソンらと活動後、1955年頃からJ・J・ジョンソンやトミー・フラナガンのトリオで活動した。太い音色が彼の持ち味である。1977年からはオランダに移り住んだ。1987年に死去。